# 원주여자중학교
원주여자중학교(原州女子中學校)는 대한민국 강원특별자치도 원주시 명륜동에 있는 공립 중학교이다.

## 학교 연혁
- 1945년 9월 21일 : 사립 신명여학교 개교
- 1946년 10월 31일 : 원주여자중학교로 인가(4년제)
- 1947년 2월 25일 : 초대 이중연 교장 취임
- 1950년 6월 1일 : 학제개편으로 원주여자초급중학교(4년제)로 개칭
- 1950년 6월 29일 : 6.25사변으로 휴교 남하 대피(10. 10. 복교 개강)
- 1951년 1월 5일 : 중공군 침입으로 재휴교 남하 대피
- 1951년 6월 25일 : 복교 원성군 흥업면에서 산림임간수업 실시
- 1951년 9월 1일 : 학제개편으로 원주여자중학교(3년제)와 원주여자상업고등학교로 분리 병설
- 1970년 3월 10일 : 중학교와 고등학교로 분리(중 21, 고 15학급)
- 1978년 2월 1일 : 신축교사로 이전(현 위치)
- 1994년 5월 17일 : 36학급으로 증설 인가
- 1996년 11월 23일 : 체육관 준공
- 2000년 12월 20일 : 급식소 준공
- 2014년 8월 15일 : 급식소 개축 준공
- 2025년 1월 7일 : 제74회 졸업식(228명, 누계 28,313명)
- 2025년 3월 1일 : 제27대 주영일 교장 취임
- 2025년 3월 4일 : 제77회 입학식(231명)

## 참고 자료
- 원주여자중학교 - 한국교육학술정보원 학교알리미